# 송채윤
송채윤(1987년 4월 20일 ~ )은 대한민국의 만화가이자 배우이다.

## 학력
- 산양초등학교 졸업
- 산양중학교 졸업
- 가톨릭대학교 영문학과 학사

## 연기 활동

### 드라마
| 연도 | 방송         | 제목                 | 역할     | 비고   |
| ---- | ------------ | -------------------- | -------- | ------ |
| 2007 | MBC          | 나쁜여자 착한여자    | 간호사   |        |
| 2008 | MBC          | 흔들리지마           | 혜림     |        |
| 2011 | MBC          | 당신 참 예쁘다       | 박나영   |        |
| 2011 | OCN          | 뱀파이어 검사        | 서지연   |        |
| 2012 | MBC          | 신들의 만찬          | 정다운   |        |
| 2012 | KBS2         | TV소설 사랑아 사랑아 | 홍승아   |        |
| 2013 | KBS2         | TV소설 사랑아 사랑아 | 홍승아   |        |
| SBS  | 주군의 태양  | 김미경               | 특별출연 |        |
| 2015 | MBC 드라마넷 | 태양의 도시          | 한지수   |        |
| 2017 | KBS2         | 마녀의 법정          | 장유미   |        |
| 2023 | MBC          | 꼭두의 계절          | 간호사   | 16부작 |

### 영화
- 2006년 《아랑》 ... 어린 소영 역
- 2008년 《외톨이》 ... 김미정 역
- 2009년 《여고괴담 5》 ... 은영 역
- 2016년 《목숨 건 연애》 ... 변 작가 역

## 광고
- 2006년 바우하우스
- 2007년 농심 올리브유
- 2008년 SK주유소
- 2009년 농심
- 2009년 닌텐도Will
- 2010년 Nll